# Armando Bó
Armando Bó (Buenos Aires, 3 maggio 1914 – Buenos Aires, 8 ottobre 1981) è stato un attore cinematografico, produttore cinematografico, regista cinematografico e sceneggiatore argentino.
È padre dell'attore e produttore Víctor Bó, nonché nonno degli sceneggiatori Armando Bo e Nicolás Giacobone. È noto per aver interpretato e/o diretto, negli anni '60 e '70, numerosi film di genere sexploitation aventi come protagonista la sex symbol Isabel Sarli, che fu anche sua moglie.